# Nati nel 2002/Maggio
| Questa pagina contiene informazioni ricavate automaticamente dalle voci biografiche con l'ausilio del template Bio e di un bot. L'aggiornamento è periodico e automatico e ricostruisce completamente la pagina. Se manca una persona in questa lista, sei pregato di non aggiungerla, ma accertati piuttosto che la sua voce biografica contenga il template Bio e che i dati anagrafici siano correttamente compilati. Se il template Bio manca, inseriscilo tu stesso o, in alternativa, metti l'avviso {{tmp\|Bio}} che ne segnala la mancanza. Se i dati riportati sono sbagliati, correggi direttamente la voce biografica; le modifiche saranno visibili in questa lista entro pochi giorni. Per chiarimenti vedi il progetto biografie. La lista contiene solo le 230 persone che sono citate nell'enciclopedia e per le quali è stato implementato correttamente il template Bio. Pagina aggiornata al 18 ago 2025. |

- 1º maggio - Mathis Desloges, fondista francese
- 1º maggio - Thierry Gale, calciatore barbadiano
- 1º maggio - Gal Glivar, ciclista su strada e pistard sloveno
- 1º maggio - Chet Holmgren, cestista statunitense
- 1º maggio - Jaylin Lane, giocatore di football americano statunitense
- 1º maggio - Masato Sasaki, calciatore giapponese
- 1º maggio - David Vidales, pilota automobilistico spagnolo
- 1º maggio - Roan Wilson, calciatore costaricano
- 2 maggio - Thelo Aasgaard, calciatore norvegese
- 2 maggio - Skelly Alvero, calciatore francese
- 2 maggio - Riccardo Cervi, hockeista su pista italiano
- 2 maggio - Jordan Crooks, nuotatore britannico
- 2 maggio - Rushwin Dortley, calciatore sudafricano
- 2 maggio - Nathan Holder, calciatore olandese
- 2 maggio - Thomas Nadalini, pattinatore di short track italiano
- 2 maggio - Noah Naujoks, calciatore olandese
- 2 maggio - Killian Sardella, calciatore belga
- 3 maggio - AJ Barner, giocatore di football americano statunitense
- 3 maggio - Anosike Ementa, calciatore danese
- 3 maggio - Josh Reid, calciatore scozzese
- 3 maggio - Pablo Moreno, calciatore spagnolo
- 3 maggio - Hélio Varela, calciatore portoghese
- 4 maggio - Valentín Adamo, calciatore uruguaiano
- 4 maggio - Franco Alfonso, calciatore argentino
- 4 maggio - Jeriel Dorsett, calciatore montserratiano
- 4 maggio - Sam Fricker, tuffatore australiano
- 4 maggio - Joe Gelhardt, calciatore inglese
- 4 maggio - Bjørn Martin Kristensen, calciatore norvegese
- 4 maggio - Anastasija Petryk, cantante ucraina
- 4 maggio - Pepijn Reinderink, ciclista su strada olandese
- 4 maggio - Arif Aiman Hanapi, calciatore malaysiano
- 5 maggio - Ishaq Abdulrazak, calciatore nigeriano
- 5 maggio - Dwayne Atkinson, calciatore giamaicano
- 5 maggio - Félix Dolci, ginnasta canadese
- 5 maggio - Tomás Muro, calciatore argentino
- 5 maggio - Emiliano Saliadarre, calciatore argentino
- 5 maggio - Franck Surdez, calciatore svizzero
- 6 maggio - Emily Alyn Lind, attrice statunitense
- 6 maggio - Santiago Ayala, calciatore argentino
- 6 maggio - Samuel Careaga, calciatore argentino
- 6 maggio - Flavio Cobolli, tennista italiano
- 6 maggio - Hayato Inamura, calciatore giapponese
- 6 maggio - Bradley Locko, calciatore francese
- 6 maggio - William Milovanovic, calciatore svedese
- 6 maggio - Cole Palmer, calciatore inglese
- 6 maggio - Angel Reese, cestista statunitense
- 6 maggio - Mantas Rubštavičius, cestista lituano
- 6 maggio - Jack Sawyer, giocatore di football americano statunitense
- 6 maggio - Filip Szymczak, calciatore polacco
- 6 maggio - Pietro Torre, schermidore italiano
- 7 maggio - Andrew Barth Feldman, attore statunitense
- 7 maggio - Kayshon Boutte, giocatore di football americano statunitense
- 7 maggio - Marius Corbu, calciatore rumeno
- 7 maggio - Braulio Guisolfo, calciatore uruguaiano
- 7 maggio - Pauline Pfeif, tuffatrice tedesca
- 7 maggio - Mason Richman, giocatore di football americano statunitense
- 7 maggio - Konstantin Šil'cov, calciatore russo
- 7 maggio - Naatan Skyttä, calciatore finlandese
- 7 maggio - Sara Verteramo, pesista italiana
- 8 maggio - Marco Angulo, calciatore ecuadoriano († 2024)
- 8 maggio - Siebe Deweirdt, ciclista su strada belga
- 8 maggio - Sivert Mannsverk, calciatore norvegese
- 8 maggio - Noel Milleskog, calciatore svedese
- 8 maggio - Kaiky Naves, calciatore brasiliano
- 8 maggio - Nikita Tromp, calciatrice olandese
- 9 maggio - Cree Cicchino, attrice, doppiatrice e ballerina statunitense
- 9 maggio - Dennis Collander, calciatore svedese
- 9 maggio - Eom Ji-sung, calciatore sudcoreano
- 9 maggio - Néné Gbamblé, calciatore ivoriano
- 9 maggio - Isabel Marie Gose, nuotatrice tedesca
- 9 maggio - Maksym Kučerjavyj, calciatore ucraino
- 9 maggio - Adriana Nanclares, calciatrice spagnola
- 9 maggio - Junior Olaitan, calciatore beninese
- 9 maggio - David Zalazar, calciatore argentino
- 9 maggio - Daniel Júnior, calciatore brasiliano
- 9 maggio - Matheus Dias, calciatore brasiliano
- 10 maggio - Marko Brest, calciatore sloveno
- 10 maggio - Mandela Keita, calciatore belga
- 10 maggio - Borys Krušyns'kyj, calciatore ucraino
- 10 maggio - Matías Palacios, calciatore argentino
- 10 maggio - Haydon Roberts, calciatore inglese
- 10 maggio - Gerson Sousa, calciatore portoghese
- 11 maggio - Mohamed Azzi, calciatore algerino
- 11 maggio - Agustín Baldi, calciatore argentino
- 11 maggio - Carlota Dudek, danzatrice francese
- 11 maggio - Tiago Galletto, calciatore spagnolo
- 11 maggio - Tait Jordan, ex sciatore alpino canadese
- 11 maggio - Emma Virginia Menicucci, nuotatrice italiano
- 11 maggio - Sofia Monza, pallavolista italiana
- 11 maggio - Manuel Mónaco, calciatore argentino
- 11 maggio - Marcus Hannesbo, calciatore danese
- 11 maggio - Fin Smith, rugbista a 15 britannico
- 11 maggio - Kai Sotto, cestista filippino
- 11 maggio - Simon van Duivenbooden, calciatore olandese
- 12 maggio - Moritz Kretschy, ciclista su strada e pistard tedesco
- 12 maggio - Alessandro Mercati, calciatore italiano
- 13 maggio - Zeidane Inoussa, calciatore svedese
- 13 maggio - Zebron Kalima, calciatore malawiano
- 13 maggio - Emily Londot, pallavolista statunitense
- 13 maggio - Diego López, calciatore spagnolo
- 13 maggio - Puck Pieterse, ciclocrossista, mountain biker e ciclista su strada olandese
- 13 maggio - Robert Summers, giocatore di badminton sudafricano
- 13 maggio - Ollie Tanner, calciatore inglese
- 13 maggio - Zoe Wees, cantante tedesca
- 13 maggio - Diribe Welteji, mezzofondista etiope
- 14 maggio - Huub Artz, ciclista su strada e ciclocrossista olandese
- 14 maggio - Esperança Cladera, velocista spagnola
- 14 maggio - Zach Edey, cestista canadese
- 14 maggio - Ine Haugland, sciatrice alpina norvegese
- 14 maggio - Øyvind Kirkhus, snowboarder norvegese
- 14 maggio - Kristoffer Lund, calciatore danese
- 14 maggio - Brian Mansilla, calciatore uruguaiano
- 14 maggio - Ryan Carlos Santos de Sousa, calciatore brasiliano
- 14 maggio - Mariam Shengelia, cantante georgiana
- 15 maggio - Raphael Bouju, velocista olandese
- 15 maggio - Amy Hunt, velocista britannica
- 15 maggio - Jasurbek Jaloliddinov, calciatore uzbeko
- 15 maggio - David Kruse, calciatore danese
- 15 maggio - Chrislain Matsima, calciatore francese
- 15 maggio - Coli Saco, calciatore maliano
- 15 maggio - Tom Waldsteiner, tuffatore tedesco
- 15 maggio - Moritz Wesemann, tuffatore tedesco
- 16 maggio - Agustín Alaníz, calciatore uruguaiano
- 16 maggio - Tomás Araújo, calciatore portoghese
- 16 maggio - Edoardo Bove, calciatore italiano
- 16 maggio - Brem Deman, ciclista su strada e pistard belga
- 16 maggio - Mohammed Fuseini, calciatore ghanese
- 16 maggio - Ryan Gravenberch, calciatore olandese
- 16 maggio - Lili Iskandar, calciatrice libanese
- 16 maggio - Quentin Merlin, calciatore francese
- 16 maggio - Sebastian Nanasi, calciatore svedese
- 16 maggio - Dango Ouattara, calciatore burkinabè
- 16 maggio - Kiliann Sildillia, calciatore francese
- 16 maggio - Geralb Smajli, calciatore albanese
- 16 maggio - Kenneth Taylor, calciatore olandese
- 16 maggio - Zoe Zimmermann, sciatrice alpina statunitense
- 17 maggio - Theo Corbeanu, calciatore canadese
- 17 maggio - Matheus Donelli, calciatore brasiliano
- 17 maggio - Sean Dylan Kelly, pilota motociclistico statunitense
- 17 maggio - Léon Marchand, nuotatore francese
- 17 maggio - Simba La Rue, rapper tunisino
- 17 maggio - Marcelo Saraiva, calciatore guatemalteco
- 17 maggio - Samson Tijani, calciatore nigeriano
- 17 maggio - Bruno Zapelli, calciatore argentino
- 17 maggio - Eduardo Águila, calciatore messicano
- 18 maggio - John Kennedy, calciatore brasiliano
- 18 maggio - Josh Doig, calciatore scozzese
- 18 maggio - Caleb Furst, cestista statunitense
- 18 maggio - Sontje Hansen, calciatore olandese
- 18 maggio - Emilio Lara, calciatore messicano
- 18 maggio - Murilo Sartori, nuotatore brasiliano
- 18 maggio - Václav Sejk, calciatore ceco
- 18 maggio - Robson Matheus, calciatore boliviano
- 18 maggio - Alina Zagitova, pattinatrice artistica su ghiaccio russa
- 19 maggio - Riccardo Calafiori, calciatore italiano
- 19 maggio - Elias Ellefsen á Skipagøtu, pallamanista faroese
- 19 maggio - Rafa Marín, calciatore spagnolo
- 19 maggio - Renan, calciatore brasiliano
- 20 maggio - Francesco Bisotto, pallavolista italiano
- 20 maggio - Gia Corley, calciatrice tedesca
- 20 maggio - Ditaji Kambundji, ostacolista svizzera
- 20 maggio - Trinity Rodman, calciatrice statunitense
- 20 maggio - Oussama Targhalline, calciatore marocchino
- 21 maggio - Friday Etim, calciatore nigeriano
- 21 maggio - Benedito Mukendi, calciatore angolano
- 21 maggio - Adam Tučný, calciatore slovacco
- 21 maggio - Bohdan V"junnyk, calciatore ucraino
- 21 maggio - Talisson de Almeida, calciatore brasiliano
- 22 maggio - David Ankeye, calciatore nigeriano
- 22 maggio - Paulina Chávez, attrice statunitense
- 22 maggio - Federico Crosato, pallavolista italiano
- 22 maggio - Ulrick Eneme Ella, calciatore francese
- 22 maggio - Andrés Montaño, calciatore messicano
- 22 maggio - Jasmine Nocentini, nuotatrice italiana
- 22 maggio - Dani Queipo, calciatore spagnolo
- 22 maggio - Maisa Silva, attrice, conduttrice televisiva e doppiatrice brasiliana
- 22 maggio - Matheus Araújo, calciatore brasiliano
- 23 maggio - Sam Bell, calciatore inglese
- 23 maggio - Théo Berdayes, calciatore svizzero
- 23 maggio - Josué Báez, calciatore dominicano
- 23 maggio - José Caicedo, calciatore colombiano
- 23 maggio - Marco Matasic, cestista svizzero
- 24 maggio - Lucas Beaufort, cestista francese
- 24 maggio - Nicolás Figueroa, calciatore peruviano
- 24 maggio - Jimer Fory, calciatore colombiano
- 24 maggio - Tyler Warren, giocatore di football americano statunitense
- 25 maggio - Noah Atubolu, calciatore tedesco
- 25 maggio - Mohamed Berte, calciatore belga
- 25 maggio - Saiko, cantante e rapper spagnolo
- 25 maggio - Lea Polonsky, nuotatrice israeliana
- 25 maggio - Adriana Rodríguez, pallavolista portoricana
- 25 maggio - Manfred Ugalde, calciatore costaricano
- 25 maggio - Cam Ward, giocatore di football americano statunitense
- 25 maggio - Campbell Wright, biatleta neozelandese
- 25 maggio - Yang Hyun-jun, calciatore sudcoreano
- 26 maggio - Eitan Azulay, calciatore israeliano
- 26 maggio - Maxime Estève, calciatore francese
- 26 maggio - Bogdan Rejchmen, calciatore russo
- 26 maggio - Jan Thielmann, calciatore tedesco
- 27 maggio - Edu Borges, calciatore portoghese
- 27 maggio - Jérémy Doku, calciatore belga
- 27 maggio - Enrique Femia, calciatore uruguaiano
- 27 maggio - Filip Jørgensen, calciatore norvegese
- 27 maggio - Alexander Machado, calciatore uruguaiano
- 27 maggio - Gabri Veiga, calciatore spagnolo
- 27 maggio - Alina Čaraeva, tennista russa
- 28 maggio - Melayro Bogarde, calciatore olandese
- 28 maggio - Archie Brown, calciatore inglese
- 28 maggio - Gianluca Busio, calciatore statunitense
- 28 maggio - Colby Jones, cestista statunitense
- 28 maggio - Imani de Jong, nuotatrice olandese
- 28 maggio - Ian Lawrence, calciatore costaricano
- 28 maggio - Elina Lipp, sciatrice alpina tedesca
- 28 maggio - Darýa Semýonowa, nuotatrice turkmena
- 28 maggio - Malik Tillman, calciatore statunitense
- 29 maggio - Israel Olatunde, velocista irlandese
- 29 maggio - Andrij Pylypčuk, combinatista nordico ucraino
- 29 maggio - Rocco Reitz, calciatore tedesco
- 29 maggio - Julia Riera, tennista argentina
- 29 maggio - Paul Skenes, giocatore di baseball statunitense
- 29 maggio - Kajetan Szmyt, calciatore polacco
- 29 maggio - Felipe Andrade, calciatore brasiliano
- 30 maggio - Muath Faqeehi, calciatore saudita
- 30 maggio - Enzo Paleni, ciclista su strada francese
- 30 maggio - Maxence Rivera, calciatore francese
- 31 maggio - Moses Moody, cestista statunitense
- 31 maggio - Miyu Namba, nuotatrice giapponese
- 31 maggio - Sander Skotheim, multiplista, lunghista e altista norvegese
- 31 maggio - Pablo Vaca, calciatore boliviano
- 31 maggio - Nathan Wood-Gordon, calciatore inglese